# Clã Jardine
O Clã Jardine é um clã escocês da região das Terras Baixas, Escócia.
O atual chefe é Sir William Murray Jardine de Applegirth, 13º Barão de Applegarth.